# NGC 4869
NGC 4869 (другие обозначения — MCG 5-31-65, ZWG 160.225, DRCG 27-105, PGC 44587) — эллиптическая галактика (E3) в созвездии Волосы Вероники.
Относится к радиогалактикам, область наблюдаемого радиоизлучения имеет размер 200 кпк и имеет вид вытянутой изогнутой структуры.
Этот объект входит в число перечисленных в оригинальной редакции «Нового общего каталога».